# Catedral de Nuestra Señora de la Consolación de San Cristóbal
La Parroquia de Nuestra Señora de La Consolación, antigua iglesia de San Rafael o Parroquia de San Cristóbal, está situada en la ciudad de San Cristóbal, República Dominicana, 30 km al oeste de Santo Domingo, capital del país.

## Historia
Dicho templo fue inaugurado el 24 de octubre de 1949, bajo el gobierno de Rafael Leónidas Trujillo, quien lo propulsó y financió. 

## Descripción
Es una estructura en forma de cruz latina, con 3 naves en su interior, una central mayor y dos laterales menores.
Su estilo arquitectónico es un tanto ecléctico, compartiendo aspectos del neoclásico en sus columnas, románico en sus arcos de medio punto y moderno en cuanto a su estructura interna en general.
El arquitecto que lo diseñó y construyó fue el francés Henry Gazón Bona, quien por encargo del Generalísimo Trujillo construyó esta gran obra de aspecto catedralicio como regalo a su ciudad natal.
El templo en su exterior consta de dos torres-campanarios frontales y una lateral derecha de mayor altura que las otras dos. Tiene un domo o cúpula en su parte central que le da un realce espectacular, pudiéndose divisar desde bastante distancia ambos elementos del mismo.
Está rodeado de jardines y jardineras con palmas y boungavilles (trinitarias) lo que le da un toque de naturaleza exuberante al paisaje del entorno.
El templo está adornado en su nave central con murales del famoso pintor-muralista español José Vela Zanetti que también creó murales para el edificio de la ONU en Nueva York. Dichos murales tratan de los principales pasajes de la vida de Jesús narrados en los Evangelios.
Igualmente el templo es importante y llama la atención porque debajo de él se encuentra la cripta de la familia Trujillo y de manera específica la tumba en la que por seis meses descansaron los restos del dictador Trujillo, que gobernara el país por 31 largos años y cuya última voluntad fue la de que sus restos reposaran en su ciudad natal. Dicha tumba puede visitarse y se verá en ella su sarcófago vacío y coronas de metal en homenaje a dicha figura. Los restos del dictador reposan en el modesto cementerio de El Pardo (Madrid), y este distanciamiento de su ciudad de origen se entiende como la repulsa de su pueblo a su tiranía.